# 恋する36時間
『恋する36時間』（こいする36じかん）とは、2021年3月13日の14:30 - 15:30（『土曜パラダイス』枠・第1部）に日本テレビで放送されたの恋愛バラエティ番組である。

## 出演者
恋のMC
- かまいたち

恋のガイド
- 神田愛花

恋するメンバー
- kaizi（トリッキングパフォーマー）
- 武尊（K-1世界王者）
- 辻貴人（ホストクラブ経営者・一条ヒカル）
- ハロー植田（芸人）

- 木村佳奈枝（女優）
- トリンドル瑠奈（タレント）
- 長野じゅりあ（アクション女優）
- 松浦景子（芸人）

## スタッフ
- クリエイティブディレクター：加藤孝司
- 構成：石原健次、近藤祐次、小幡真弘
- 音効：高取謙
- 技術協力：DEEP、NiTRo
- AP：鈴木菜津美
- デスク：木村真由美
- AD：上田萌、川﨑雛子
- チーフディレクター：高栁健太朗
- ディレクター：鵤晴美、森貴志、竹内潤、吉田尚行、下村健郎
- プロデューサー：岩崎小夜子、斎藤一宏、熊木祐一、昆祐子、大城麻世
- チーフプロデューサー：東井文太
- 制作協力：ブームアップ
- 製作著作：日本テレビ